# Ременсон, Александр Львович
Александр Львович Ременсон (1923—1985) — советский и российский учёный-юрист, доктор юридических наук, профессор.
Автор более 100 научных работ.

## Биография
Родился 6 августа 1923 в городе Могилеве Белорусской ССР в семье Льва Ефимовича и Софьи Евсеевны Ременсон.
В 1927 году семья переехала в Баку, где в 1941 году Александр окончил среднюю школу. Одновременно в автошколе выучился на шофёра и некоторое время работал в Азербайджанского филиале Госбанка СССР. Уже после начала Великой Отечественной войны, в декабре 1941 года поступил в Каспийское высшее военно-морское училище и в феврале 1942 года был переведен в Бакинское Высшее военно-морское инженерное училище им. С. М. Кирова (ныне Азербайджанское высшее военно-морское училище).
В июле 1942 году Ременсон ушел добровольцем на фронт. Участвовал в боях на Закавказском фронте в составе 34-й отдельной курсантской бригады. В январе 1943 года получил тяжелое ранение и контузию. В результате был комиссован и в марте-июне 1943 года учился на нефтепромысловом факультете Азербайджанского индустриального института. Затем перевёлся на юридический факультет Азербайджанского университета, где проучился в 1943—1946 годах и снова перевёлся в Ленинградский государственный университет (ЛГУ, ныне Санкт-Петербургский государственный университет), который с отличием окончил в 1947 году. Сделанный Александром Ременсоном на пятом курсе ЛГУ доклад привлёк внимание ученого-криминалиста, профессора М. Д. Шаргородского, который пригласил Ременсона в аспирантуру при Ленинградском государственном университете. Член ВКП(б)/КПСС с 1946 года.
С октября 1947 по октябрь 1950 года А. Л. Ременсон являлся аспирантом ЛГУ и одновременно — ассистент кафедры уголовного права юридического факультета университета. В этот же период обучался в двухгодичном Университете марксизма-ленинизма при Ленинградском городском комитете ВКП(б). В 1951 году защитил кандидатскую диссертацию на тему «Наказание и его цели в советском уголовном праве» и был направлен на работу в Томск. До конца жизни работал в Томском государственном университете: исполнял обязанности доцента, затем (с 1951 года) — заведующий кафедрой уголовного права и процесса юридического факультета ТГУ; с 1952 года — старший преподаватель и с 1953 года — доцент юридического факультета. С 1962 года — старший научный сотрудник (докторант) ТГУ, после защиты докторской диссертации на тему «Теоретические вопросы исполнения лишения свободы и перевоспитания заключенных», стал профессором, заведующий кафедрой уголовного и исправительно-трудового права Томского государственного университета. В 1978—1985 годах работал заведующим кафедрой криминологии и исправительно-трудового права ТГУ.
Александр Львович Ременсон был участником и организатором многочисленных научных и научно-практических конференций в Москве, Ленинграде, Саратове, Рязани, Кемерове, Томске, Барнауле и в других городах страны. Был председателем секции социологии права Сибирского отделения Советской социологической ассоциации. Занимаясь общественной деятельностью, был руководителем студенческого отряда и участвовал в освоении целинных земель в Северном Казахстане; избирался членом парткома Томского университета и был заместителем секретаря парткома ТГУ (1965—1968).
Умер 27 марта 1985 года в Томске.
А. Л. Ременсон был дважды женат: первый раз — на Виктории Алексеевне Куренчаниной (род. 1930), Во второй раз — на Асе Александровне Трушиной (род. 1933); в первом браке родились дети: дочь Елена (род. 1955) и сын Леонид (род. 1961).

## Заслуги
- Награждён орденом «Знак Почета» (1981), а также многими медалями, в числе которых «За отвагу» (1942), «За оборону Кавказа» (1944), «За боевые заслуги» (1946), Медаль «За победу над Германией в Великой Отечественной войне 1941—1945 гг.» (1946), «За освоение целинных земель» (1956), «За трудовую доблесть» (1967) и юбилейные медали.
- Заслуженный юрист РСФСР (1974).
- Удостоен Почетного знака Минвуза СССР «За отличные успехи в работе».
- Почетный гражданин селения Майрамадаг Северо-Осетинской АССР.